# قصر سنا
قصر سنا (به لاتین: Kremlin Senate) یک منطقهٔ مسکونی در روسیه است که در مسکو واقع شده‌است. ابتدا از سال ۱۷۷۶ تا ۱۷۸۷ که ساخته شد، در اصل شعبه سنا حاکم مسکو، بالاترین رده قضائی و اداره قانونی امپریال روسیه بود. در حال حاضر، این محل برای ریاست جمهوری روسیه استفاده می‌شود و یک منطقه بسیار امن و محدود برای مردم است. در حال حاضر، فقط نمای جنوبی گوشه ای، در مقابل کانون تزار دیده می‌شود.